# ГЕС Грайфенштайн
ГЕС Грайфенштайн — гідроелектростанція на річці Дунай в провінції Нижня Австрія. Входить до складу дунайського каскаду, розташована між ГЕС Альтнверт (вище за течією) та Фрейденау.
Будівництво електростанції розпочалось у 1981 році та завершилось введенням в експлуатацію у 1984/1985-му. В межах проекту Дунай перекрили водопропускною греблею висотою 31 метр, яка утворила витягнуте по долині річки водосховище площею поверхні 10 км2 із об'ємом 87 млн м3. В центральній частині греблі обладнано шість водопропускних шлюзів. Біля правого берегу розташовані два шлюзи для обслуговування суден, а прилегла до лівого берегу частина містить машинний зал. Під час спорудження греблі виконали земляні роботи в обсязі 10,7 млн м3.
Значні зусилля також доклали для захисту прибережних територій від підтоплення, а біосфери придунайської пойми від шкідливого впливу гідровузла. Для відкачування води, що фільтрується через перепони, облаштовано чотири насосні станції.
Основне обладнання станції включає 9 турбін типу Каплан загальною потужністю 293 МВт. При напорі у 12,6 метра це забезпечує річне виробництво на рівні приблизно 1,75 млрд кВт-год.